# Ciclizarea Borsche–Drechsel
Ciclizarea Borsche-Drechsel este o reacție chimică utilizată în sintetizarea tetrahidrocarbazolilor prin ciclizarea catalizată de acid a ciclohexanonă arilhidrazonelor. Reacția a fost descrisă pentru prima dată de Edmund Drechsel în 1888 și de Walther Borsche în 1908.

Ciclizarea Borsche–Drechsel

Ciclizarea Borsche–Drechsel este etapa centrală a sintezei carbazolului Borsche–Drechsel, unde în prima etapă fenilhidrazina este condensată cu ciclohexanonă pentru a forma ciclohexanonă fenilhidrazonă, iar în etapa finală tetrahidrocarbazolul rezultat este oxidat în carbazol.

## Mecanism
Reacția a fost descrisă în literatură ca procedând într-un mod similar cu sinteza Fischer a indolului.

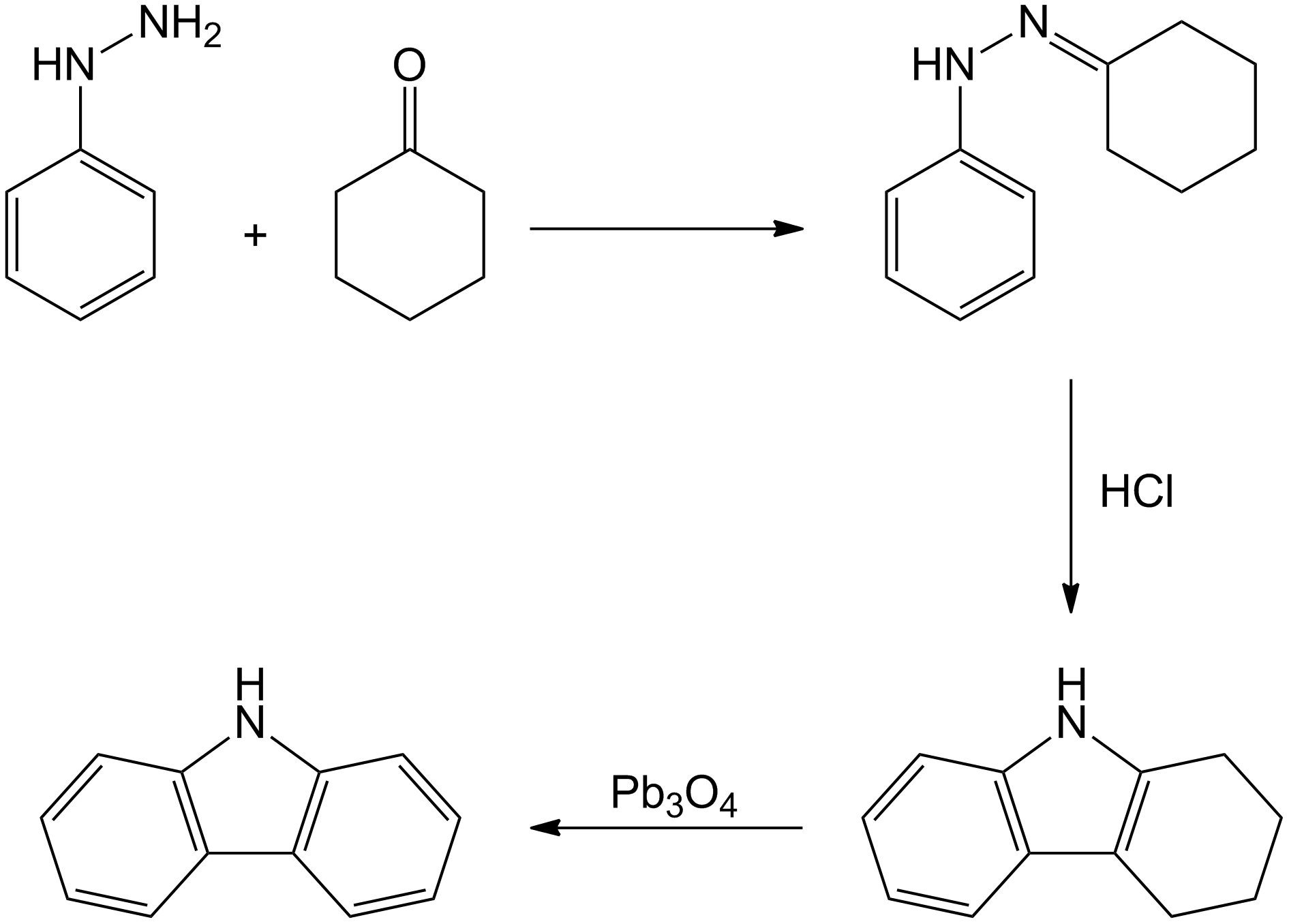
Sinteza carbazolului Borsche–Drechsel

Aici, transferul de protoni catalizat de acid convertește mai întâi ciclohexanona fenilhidrazonă 1 în intermediarul 2. Ulterior, apare o reacție sigmatropică indusă de căldură pentru a produce 3, care este protonat și ciclizat în 4. Eliminarea amoniacului conduce apoi la produsul final, tetrahidrocarbazolul 5.